# George Martin
Sir George Martin (1926. január 3. – 2016. március 8.) hatszoros Grammy-díjas angol hangmérnök, zenei producer. Időnként az „ötödik Beatle”-ként emlegették, utalva a The Beatles együttes producereként végzett munkájára. A zeneiparban végzett szolgálataiért lovaggá ütötték.

## Életpályája
A második világháború alatt a brit haditengerészet légiflottájánál szolgált, onnan szerelt le 1947-ben. Zenét kezdett tanulni, majd zongoristaként és oboásként dolgozott. 1950-ben került az EMI-hoz, 1955-ben a kiadó egyik leányvállalatának, a Parlophone-nak lett menedzsere. Eredetileg humoros felvételeket készített olyan művészek közreműködésével, mint Peter Sellers és Rolf Harris. A Beatlest először 1962-ben hallgatta meg, miután a zenekart a Decca elutasította, és szerződést kötött velük, annak ellenére, hogy első benyomása szerint elég rettenetesek voltak. Ez egy hosszú kapcsolat nyitányát jelentette, amelyben Martin zenei jártassága segített áthidalni a rést az együttes nyers tehetsége és az általuk elérni kívánt eredmény között. A legtöbb szimfonikus hangszert az ő ösztönzésére alkalmazták lemezeiken. A közös munkára jó példa a Penny Lane, ahol fuvola, piccolo és szárnykürt került a dalba; McCartney eldúdolta a dallamot, Martin pedig lekottázta és hangszerelte.
A Beatlesen, és tagjainak szólóprojektjein kívül sok más zenekar mellett tevékenykedett producerként, és elismert zeneszerző is (ő írta a Sárga tengeralattjáró című Beatles-film, illetve az Élni és halni hagyni című James Bond-film zenéjét).

## In My Life
1998-ban kiadott egy CD-t In My Life címmel. Ezen számos szokatlan zenészt, énekest és alapvetően nem énekes művészt szerepeltetett. A CD-n Beatles-dalok feldolgozásai hallhatók. Az album készítéséről Egy életen át címmel televíziós műsor is készült.

### A dalok listája
1. Come Together – Robin Williams & Bobby McFerrin
2. A Hard Day’s Night – Goldie Hawn
3. A Day in the Life – Jeff Beck
4. Here, There, and Everywhere – Céline Dion
5. Because – Vanessa Mae
6. I Am the Walrus – Jim Carrey
7. Here Comes the Sun – John Williams
8. Being for the Benefit of Mr. Kite! – Billy Connolly
9. The Pepperland Suite – George Martin
10. Golden Slumbers/Carry That Weight/The End – Phil Collins
11. Friends and Lovers – George Martin
12. In My Life – Sean Connery